# میرزا محمود وصال
محمود شیرازی (۱۲۳۴–۱۲۷۴ه‍. ق/۱۸۱۹–۱۸۵۸م) معروف به میرزا محمود وصال و محمود حکیم فرزند میرزا کوچک وصال (وصال شیرازی)، خوشنویس، طبیب و شاعر ایرانی در قرن سیزدهم بود.
او از مشاهیر شهر شیراز  به شمار می‌رود. افزون بر پدر، پنج برادر او نیز از خوشنویسان و شاعران صاحب‌نام سده سیزدهم هجری هستند. میرزا محمود حکیم در خوشنویسی خط نستعلیق صاحب‌نام است. او متخلص به «حکیم» بود و از او دیوان شعری باقی است.

## زندگی
میرزا محمود فرزند دوم وصال شیرازی است و در سال ۱۲۳۴ ه‍. ق در شیراز به دنیا آمد. او در جوانی زیر نظر پدر کسب کمالات کرد و در فنون ادبی مهارت یافت و به تحصیل علم پرداخت. محمود در شاعری پیرو ناصرخسرو و سنایی بود. وی در ابتدا طوبی تخلص داشت و چون به آموختن حکمت الهی و طب یونانی پرداخت، حکیم تخلص کرد. او به رحمت علیشاه شیرازی (حاج زین العابدین قزوینی شیرازی قطب سلسله دراویش نعمت‌اللهی قبل از مونس‌علی‌شاه ذوالریاستین) دست ارادت داد و به سیر و سلوک پرداخت و رحمت علیشاه او را به دامادی خود برگزید.

حکیم در زمان سلطنت محمدشاه قاجار به تهران آمد و مدتی با رضاقلیخان هدایت، مؤلف مجمع الفصحا، دوستی و همنشینی داشت. سپس به زادگاه خود شیراز برگشت و در سال ۱۲۶۶ قمری با احمد وقار، برادر بزرگترش، به هندوستان سفر کرد و در آنجا «دیوان حافظ» را به خط خود نوشت که یک سال بعد در بمبئی به چاپ رسید و پس از چندی به شیراز بازگشت.

## درگذشت
محمود حکیم در سال ۱۲۷۴ و در چهل سالگی بر اثر بیماری وبا در شیراز درگذشت و در مزار شاهچراغ، نزدیک به آرامگاه پدر خود، به خاک سپرده شد.

## آثار
از وی «دیوان» اشعاری به‌جای مانده است.
برخی از آثار خوشنویسی او عبارتند از:
- یک نسخه دورهٔ کامل "روضهٔ الصفاً در یک مجلد؛ به قلم کتابت خفی عالی و با رقم: "... اناالعبدالمذنب محمود حکیم ابن مرحوم مغفور میرزا محمدشفیع متخلص به وصال شیرازی ... سنه هزار و دویست و شصت و شش"
- یک نسخه "طریق التحقیق"، به قلم کتابت خوش، با رقم"اناالعبد حکیم بن وصال ۱۲۶۹"؛
- یک مرقع "مناجات" خواجه عبدالله انصاری، به قلم نیم دودانگ خوش، با رقم: "العبدالمذنب حکیم بن وصال ... حرره فی سنه ۱۲۷۰"
- آثار دیگری از وی دکتر بیانی در "احوال و آثار خوشنویسان" ذکر کرده است.[۴]